# 樂高小城：臥底密探追捕
《樂高小城：臥底密探追捕》是一個由TT Fusion開發，任天堂發佈的動作冒險遊戲。此遊戲的平台為任天堂3DS，並且是沙盒式動作冒險遊戲《樂高小城：臥底密探》的續作及前傳。此遊戲於2013年4月21日在北美發佈。此遊戲是第二個以樂高小城為主題的樂高電子遊戲，亦是第二個由任天堂發佈的樂高電子遊戲。

## 劇情
此遊戲的故事設定於《樂高小城：臥底密探》故事的兩年前。當時，主角蔡斯·麥凱恩仍然是一位樂高城市警察署的警察新人，但是他的目標卻是拘捕頭號通緝犯雷克斯·費爾雷。在追捕雷克斯期間，蔡斯被調職至別處，但卻得到一位秘密證人協助。最終，蔡斯成功拘捕雷克斯。

## 角色

### 警方
- 蔡斯·麥凱恩：樂高城市警察署的一位警察新人，目標是拘捕頭號通緝犯雷克斯·費爾雷。
- 馬里昂·鄧恩：副警長，不喜歡蔡斯，後來晉升警長。
- 格里森：警長，後來成為市長。
- 納塔利婭·科瓦爾斯基：蔡斯的愛人，一位記者，後來成為護士。她是一位證人。
- 羅斯·海耶斯：農夫，被馮·克羅格曼綁架。
- 菲爾丁：阿爾巴特羅斯監獄長，後來退休了。
- 謝潑德：布魯貝爾伍茲警署的副警長。

### 罪犯
- 雷克斯·費爾雷：樂高城市頭號通緝犯，被認為是樂高城市犯罪浪潮的始作俑者。
- 托尼·“克尼克斯”·麥吉：蔡斯第一個遇上的罪犯。
- 伯特·“比迪曼”·惠靈頓：阿爾巴特羅斯監獄最危險的囚犯。
- 斯莫基·富恩特斯：炸毀奧本橋的主謀。
- 馮·克羅格曼：綁架羅斯·海耶斯的罪犯。
- 菲拉什·約翰遜：綁架科瓦爾斯基的宇航員。
- 卡爾·沃爾紐特：伐木工人，布萊克韋爾的助手。
- 福雷斯特·布萊克韋爾：試圖摧毀布魯貝爾國家公園的罪犯。

## 發佈
此遊戲於2011年6月7日電子娛樂展覽的任天堂遊戲發布會上首次亮相。當時，此遊戲的名稱為「樂高城市故事」。於2013年1月17日，任天堂宣佈此遊戲的名稱將會改為「樂高小城：臥底密探追捕」。此遊戲於2013年4月21日在北美發佈，2013年4月26日在歐洲發佈，2013年4月27日在澳洲發佈。
2014年1月30日，任天堂公布第三季度销售数据，《樂高小城：臥底密探追捕》在欧美两地销售达到111万份。

## 評價
此遊戲獲得的評價比《樂高小城：臥底密探》差。GameRankings得出了此遊戲的分數為63.77%，而Metacritic則得出了此遊戲的分數為65/100分。
IGN給予此遊戲6.3/10分，並批評此遊戲冗長的載入時間、缺乏配音和不和諧的幀速。而Digital Spy的利亞姆·馬丁則給予此遊戲3/5星，批評此遊戲缺乏吸引力，但就稱讚其視覺效果。他亦指出任天堂3DS的限制致使此遊戲不如《樂高小城：臥底密探》般出色。
《任天堂官方雜誌》的克里斯·斯庫利給予此遊戲64%的分數，並指出「此遊戲的樂趣比《樂高小城：臥底密探》少得多。愚蠢的笑話，巧妙的騙局和精彩的對白均沒有在此遊戲中出現。在《樂高小城：臥底密探》中，加載時間已令人很沮喪，但是這種沮喪感覺在此遊戲中更大。加載地圖時出現的濃霧更令人覺得這是世界末日後的樂高小城。角色的臉部也沒有變化，令到玩家感到很彆扭」。

## 外部連結
- 官方网站